# Reina Tanaka
Pour les articles homonymes, voir Rena Tanaka pour l'actrice japonaise.
Pour les articles homonymes, voir Tanaka.
Reina Tanaka (田中れいな, Tanaka Reina) de son vrai nom Rena Tanaka (田中麗奈, Tanaka Rena), née le 11 novembre 1989 à Fukuoka (Japon), est une chanteuse, actrice, mannequin et seiyū japonaise, ex-membre du Hello! Project et de son groupe phare, Morning Musume, de 2003 à 2013. 
À ses débuts en 2003, elle change les kanji de son prénom Reina (麗奈, Rena ou Reina) en hiragana Reina (れいな, Reina) pour éviter la confusion avec l'actrice homonyme Rena Tanaka originaire comme elle de Fukuoka. Elle participe également en parallèle aux groupes temporaires Aa!, Morning Musume Otomegumi, H.P. All Stars, Elegies, et High-King. Fin 2012, elle forme un nouveau groupe autour d'elle, Lovendor.

## Biographie
2003
- 19 janvier : Elle est choisie en tant que nouveau membre des Morning Musume en compagnie de Sayumi Michishige et Eri Kamei lors du 6e casting national, le LOVE audition 2002, formant la 6e génération du groupe avec elles et Miki Fujimoto.
- Mars et mai : elle prend part à un fan-club meeting de présentation des 3 nouveaux membres.
- Juin : elle intègre effectivement le groupe, après quelques mois de préparation.
- 30 juillet : elle commence sa carrière discographique avec le single Shabondama.
- Octobre : elle forme provisoirement le groupe Aa! en compagnie de Miyabi Natsuyaki et Airi Suzuki.

2004
- Novembre : Elle chante la "face B" du CD des Hello! Project All Stars, sukini naccha ikenai hito avec Megumi Murakami et Airi Suzuki.

2005
- Juin : elle est choisie pour l'un des Shuffle Units avec Miki Fujimoto et Ai Takahashi parmi les Morning musume. Reina fera partie du groupe Elegies (エレジーズ).
- 27 novembre : début d'une séquence régulière dans l'émission TV Hello! Morning, nommée "Tandori chikin", en collaboration avec Koharu Kusumi (membre des Morning Musume).

2006
- Janvier : Elle adhère à l'équipe de kick baseball du Hello! Project, nommée Metro Rabits H!P.
- Décembre : Elle chante pour la première fois une chanson en solo, Kira kira fuyu no Shiny G (キラキラ冬のシャイニーG) sur le mini-Album 7.5 Fuyu Fuyu Morning Musume Mini! (7.5冬冬モーニング娘。ミニ!).

2007
- Janvier : Elle participe à la mini-série ojigi 30° (おじぎ30度), dans le rôle d'une cheffe cuisinière (série 3).

2008
- Elle double l'une des héroïnes de la série anime Onegai My Melody Kirara, Kirara Hoshizuki.
- Elle fait partie du groupe temporaire High-King.

2010
- Elle double l’héroïne titre de la série anime Kaitō Reinya, un personnage directement inspirée d'elle de nom comme d'apparence, diffusée à partir de janvier 2010 au Japon.

2011
- Reina Tanaka participe en 2011 au projet Vampire Stories avec Airi Suzuki, composé de deux films : Vampire Stories BROTHERS et Vampire Stories CHASERS

2012
- Elle est la vedette du drama Sūgaku Joshi Gakuen aux côtés des autres membres du Hello! Project.
- En juin est lancée une audition pour former autour d'elle un nouveau groupe ; trois membres sont sélectionnés pour ce futur groupe : Marina Okada, Marin Miyazawa et Yuki Uozumi.
- Le 18 novembre, elle annonce sa future graduation de Morning Musume et du Hello! Project, qui aura lieu à la fin de la tournée de printemps 2013 du groupe. Elle devrait alors rejoindre le M-line club, comme les autres ex-membres, et commencer à travailler avec son nouveau groupe, Lovendor.

2013
- Sa graduation effective de Morning Musume a lieu le 21 mai 2013.
- Elle est à présent membre et leader du groupe de rock Lovendor, avec qui elle se produit chez l'agence Up-Front qu'elle a récemment intégré.

## Groupes
Au sein du Hello! Project
- Morning Musume (2003-2013)

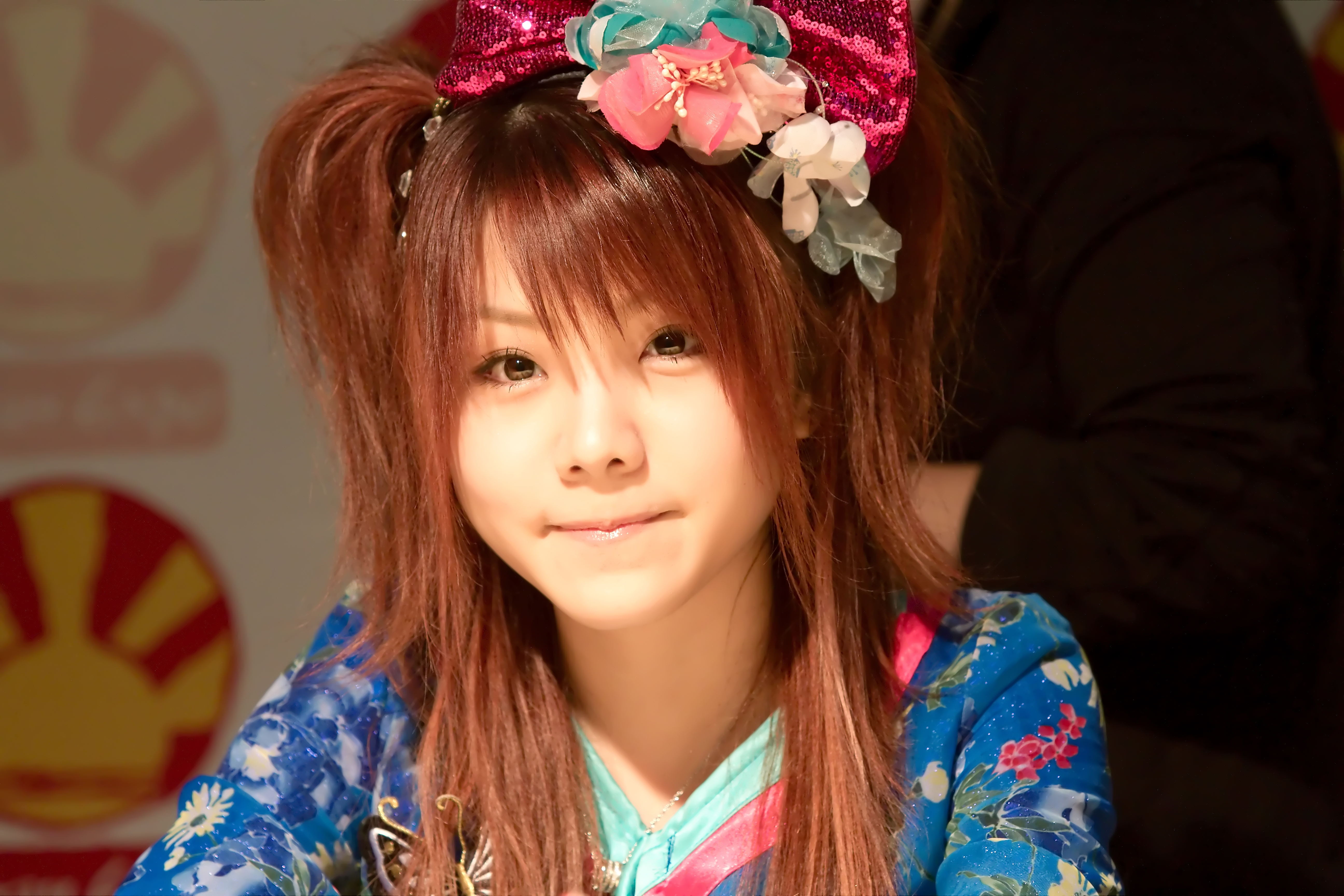
Reina Tanaka en dédicace à Japan Expo avec Morning Musume le samedi 3 juillet 2010

- Morning Musume Otome Gumi (2003-2004)
- Aa! (2003)
- H.P. All Stars (2004)
- Hello! Project Akagumi (2005)
- Elegies (2005)
- Wonderful Hearts (2006–2009)
- High-King (2008 - 2009)
- Muten Musume (2010)
- Ganbarou Nippon Ai wa Katsu Singers (2011)
- Hello! Project Mobekimasu (2011)
- Reborn Eleven (2011)

Autres
- Lovendor (2013-)

## Discographie

### Chansons en solo
- 2009 : Heya to Y Shirt to Watashi, sur l'album Chanpuru 1 ~Happy Marriage Song Cover Shū~
- 2010 : Ai no Honô, sur l'album Morning Musume - Fantasy! Jūichi

### Avec Morning Musume
Albums

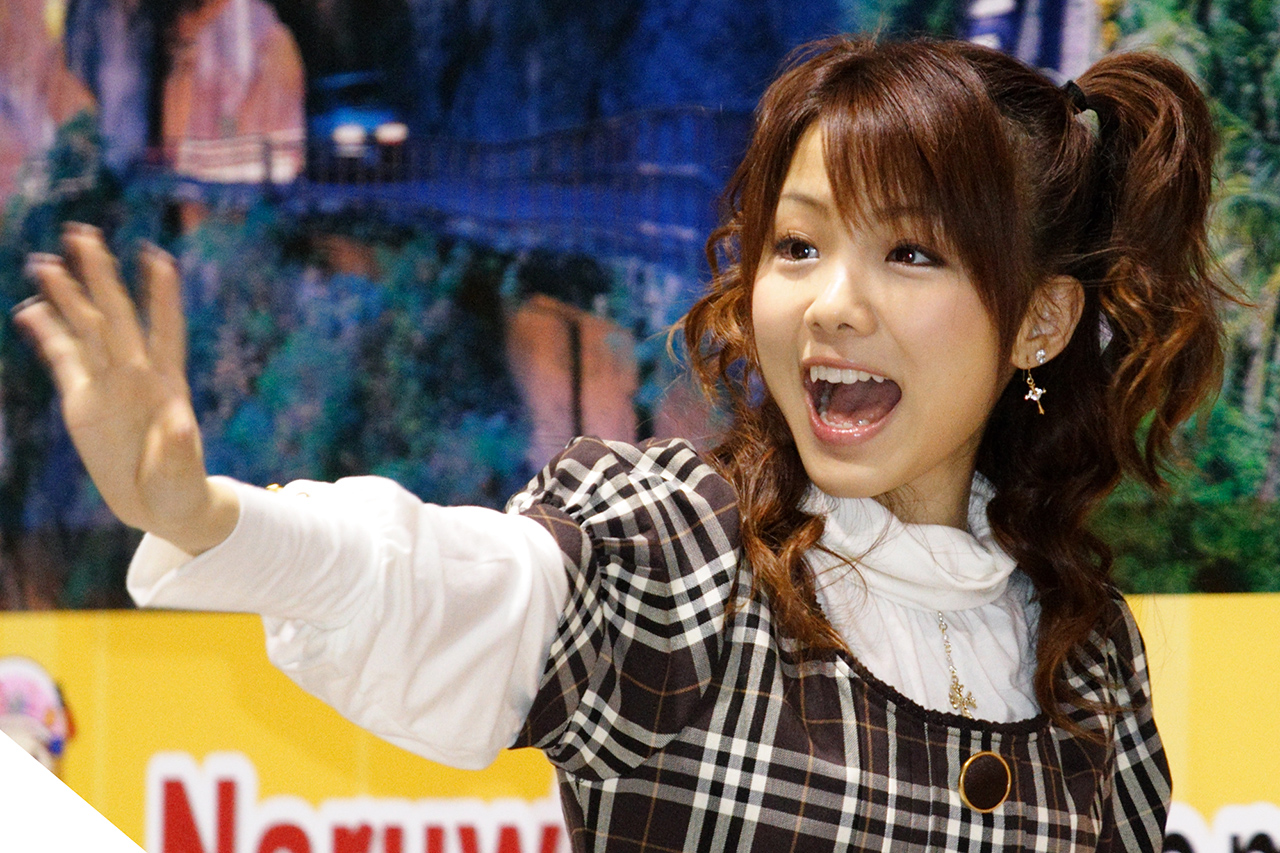
Tanaka à Taïwan en 2007.

- 31 mars 2004 : Best! Morning Musume 2
- 8 décembre 2004 : Ai no Dai 6 Kan
- 15 février 2006 : Rainbow 7
- 13 décembre 2006 : 7.5 Fuyu Fuyu Morning Musume Mini! (mini album)
- 21 mars 2007 : Sexy 8 Beat
- 26 novembre 2008 : Cover You (reprises)
- 18 mars 2009 : Platinum 9 Disc
- 17 mars 2010 : 10 My Me
- 1er décembre 2010 : Fantasy! Jūichi
- 12 octobre 2011 : 12, Smart
- 12 septembre 2012 : 13 Colorful Character

Mini-Album
- 27 février 2018 : Hatachi no Morning Musume (Morning Musume 20th)

(+ compilations du groupe)
Singles
- 30 juillet 2003 : Shabondama
- 6 novembre 2003 : Go Girl ~Koi no Victory~
- 21 janvier 2004 : Ai Araba It's All Right
- 12 mai 2004 : Roman ~My Dear Boy~
- 22 juillet 2004 : Joshi Kashimashi Monogatari
- 3 novembre 2004 : Namida ga Tomaranai Hōkago
- 19 janvier 2005 : The Manpower!
- 27 avril 2005 : Osaka Koi no Uta
- 27 juillet 2005 : Iroppoi Jirettai
- 9 novembre 2005: Chokkan 2 ~Nogashita Sakana wa Ōkiizo!~
- 15 mars 2006 : Sexy Boy ~Soyokaze ni Yorisotte~
- 21 juin 2006 : Ambitious! Yashinteki de Ii Jan
- 8 novembre 2006 : Aruiteru
- 14 février 2007 : Egao Yes Nude
- 25 avril 2007 : Kanashimi Twilight
- 25 juillet 2007 : Onna ni Sachi Are
- 21 novembre 2007 : Mikan
- 16 avril 2008 : Resonant Blue
- 24 septembre 2008 : Pepper Keibu
- 18 février 2009 : Naichau Kamo
- 13 mai 2009 : Shōganai Yume Oibito
- 12 août 2009 : Nanchatte Renai
- 28 octobre 2009 : Kimagure Princess
- 10 février 2010 : Onna ga Medatte Naze Ikenai
- 9 juin 2010 : Seishun Collection
- 17 novembre 2010 : Onna to Otoko no Lullaby Game
- 6 avril 2011 : Maji Desu ka Ska!
- 18 mai 2011 : Only You
- 14 septembre 2011 : Kono Chikyū no Heiwa wo Honki de Negatterun da yo!
- 25 janvier 2012 : Pyoco Pyoco Ultra
- 11 avril 2012 : Renai Hunter
- 4 juillet 2012 : One, Two, Three / The Matenrō Show
- 10 octobre 2012 : Wakuteka Take a chance
- 23 janvier 2013 : Help me !!
- 17 avril 2013 : Brainstorming / Kimi Sae Ireba Nani mo Iranai

### Avec LoVendoЯ
Albums de reprises
- 22 mai 2013 : LoVendoЯ Cover The Rock

Mini albums
- 23 avril 2014 : Bukiyō
- 5 novembre 2014 : Ikujinashi
- 6 septembre 2017 : Яe:Start

Singles
- 1er juillet 2015 : Iin Janai? / Futsū no Watashi Ganbare!
- 24 juin 2016 : Takaramono / Itsuwari

### Autres participations
Singles
- 18 septembre 2003 : Ai no Sono ~Touch My Heart!~ (avec Morning Musume Otome Gumi)
- 29 octobre 2003 : First Kiss (avec Aa!)
- 25 février 2004 :  Yūjō ~Kokoro no Busu ni wa Naranee!~(avec Morning Musume Otome Gumi)
- 1er décembre 2004 : All for One & One for All! (avec H.P. All Stars)
- 22 juin 2005 : Inshōha Renoir no Yō ni (avec Elegies)
- 11 juin 2008 : C\C (Cinderella\Complex) (avec High-King)
- 27 octobre 2010 : Appare Kaiten Zushi! (avec Muten Musume)
- 22 juin 2011 : Ai wa Katsu (avec Ganbarou Nippon Ai wa Katsu Singers)
- 10 août 2011 : Reborn ~Inochi no Audition~ (avec Reborn Eleven, en distribution limitée)
- 16 novembre 2011 : Busu ni Naranai Tetsugaku (avec Hello! Project Mobekimasu)

## Filmographie
Films
- 2003 : Hoshizuna no shima, watashi no shima~Island dreamin'~ (星砂の島、私の島～ISLAND DREAMIN'～ ) (Hojo Yoshie)
- 2011 : Keitai Deka THE MOVIE 3 Morning Musume Kyuushutsu Daisakusen! ~Pandora no Hako no Himitsu (ケータイ刑事　THE　MOVIE3　モーニング娘。救出大作戦！～パンドラの箱の秘密)
- 2011 : Vampire Stories (ヴァンパイア・ストーリーズ)

Dramas
- 2010 : Hanbun Esper (半分エスパー)
- 2012 : Sūgaku Joshi Gakuen (数学♥女子学園) (Machida Nina)

Anime
- 2008–2009 : Onegai My Melody Kirara☆ (おねがいマイメロディ きららっ☆) (Kirara)
- 2009 : Yona Yona Penguin (よなよなペンギン) (Fairy)
- 2010 : Kaitō Reinya (怪盗レーニャ) (Kaito Reinya)

Internet
- 2006 : Ojigi 30 Do (おじぎ30度) (Kuroda Reina)
- 2011 : Michishige Sayumi no "Mobekimasutte Nani??" (道重さゆみの『モベキマスってなに？？』)

## Divers
Comédies musicales et théâtre
- 2006 : Ribbon no Kishi The Musical (リッボンの騎士ザ・ミュージカル) (Riziere)
- 2008 : Cinderella The Musical (シンデレラ the ミュージカル) (Joy)
- 2009 : Ojigi de Shape Up! (おじぎでシェイプアップ!) (Kuroda Reina)
- 2010 : Fashionable (ファッショナブル) (Kusakabe Rui)
- 2011 : Taishou Roman Haikara Tantei Aoi Ruby Satsujinjiken (大正浪漫ハイカラ探偵王青いルビー殺人事件)
- 2011 : Reborn~Inochi no Audition~ (リボーン～命のオーディション～) (Osamu Tezuka)
- 2012 : Stacy's Shoujo Saisatsu Kageki (ステーシーズ 少女再殺歌劇)

DVD
- 2007.02.xx : Ojigi 30° (おじぎ30度)
- 2007.02.14 : Alo Hello! Tanaka Reina DVD
- 2008.10.29 : Real Challenge!!
- 2011.03.12 : attracted
- 2012.06.29 : Kira★Kira Making DVD Special Edition (きら★きら)

Émissions TV
- Soreyuke! Gorokkies (それゆけ!ゴロッキーズ) du 29 septembre 2003 au 26 décembre 2003 (TV Tokyo)
- Futarigoto (二人ゴト) du 1er au 4 juin 2004, et 18 au 26 août 2004 (TV Tokyo)
- Musume Dokyu! (娘DOKYU!) le 4 avril 2005 (TV Tokyo)
- Kinyou no roadshow "Neko no ongaeshi" (金曜ロードショー『猫の恩返し』) le 26 août 2005 (Nippon Television Network Corporation)
- 2010-2011 : Bijo Gaku (美女学)
- 2010–2011 : Uta no Rakuen (歌の楽園)
- 2011–2012 : HELLOPRO! TIME (ハロプロ！ＴＩＭＥ)

Radio
- TBC FUN field; Mo-retu mo-dasshu (TBC FUNふぃーるど・モーレツモーダッシュ) du 18 au 29 avril 2005 et 16 au 27 mai 2005 (Touhoku Hoso)
- Asa made haropuro yanen ! (朝までハロプロやねん!) le 26 juin 2005 (Asahi Hoso)
- 2007-2010 : FIVE STARS
- 2012 : Reina Time (れいなたいむ)

Photobooks
- Hello hello!Morning Musume 6ki members  (Sayumi Michishige, Eri Kamei, Reina Tanaka(ハロハロ!モーニング娘。6期メンバー写真集) 15 juillet 2003. (Kadokawa shoten) (ISBN 4-04-894251-4)
- Tanaka Reina (田中れいな)  11 novembre 2004 (Wani books)  (ISBN 4-8470-2834-1)
- Reina (れいな) 15 octobre 2005 (Wani books）　 (ISBN 4-8470-2890-2)
- Shojo R (少女R) 10 mai 2006 (Wani books)　 (ISBN 4-8470-2932-1)
- Alo hello!Tanaka Reina (アロハロ!田中れいな写真集) 1er février 2007 (Kadokawa shoten)  (ISBN 4-04-894483-5)
- 2007.09.27 : GIRL
- 2008.02.27 : Re:(Return)
- 2008.10.24 : Very Reina
- 2012.05.09 : Kira ★ Kira (きら★きら)

magazines
- CD de-ta (CDでーた) "Tanaka mesen" (「タナカ（め）せん」) depuis 14 juin 2006 (Kadokawa shoten)

## Liens
- (ja) Blog officiel
- (ja) Fiche officielle
- (ja) Profil sur le site officiel de Lovendor